# Spektrum (obchodní centrum)
Spektrum je obchodní centrum v obchodní zóně v Čestlicích u Prahy. Existovalo mezi roky 1998 až do roku 2019, kdy byla zahájena jeho demolice. Jejím důvodem byla zastaralost. Ihned po demolici byla zahájena výstavba nového Spektra, které bylo otevřeno v roce 2021. Nově funguje jako tzv. strip mall, za jeho návrhem stojí mezinárodní architektonický ateliér Chapman Taylor. Majitelem a investorem rekonstrukce je CPI Property Group, která do výstavby investovala přibližně 300 milionů korun.